# Chrysopilus angustifacies
Chrysopilus angustifacies är en tvåvingeart som beskrevs av Hardy 1949. Chrysopilus angustifacies ingår i släktet Chrysopilus och familjen snäppflugor.
Artens utbredningsområde är Arizona. Inga underarter finns listade i Catalogue of Life.